# Válcový dynamometr
Válcový dynamometr (anglicky Chassis dynamometer), v angličtině někdy označovaný jako rotující silnice (rolling road) je měřící a testovací zařízení určené k simulaci silnice v kontrolovaném prostředí, většinou uvnitř budovy.
Povrch silnice nahrazuje válec neboli role. Vozidlo je pevně uchyceno k budově zádržným systémem a je umístěno hnanou nebo všemi nápravami na roli (rolích).

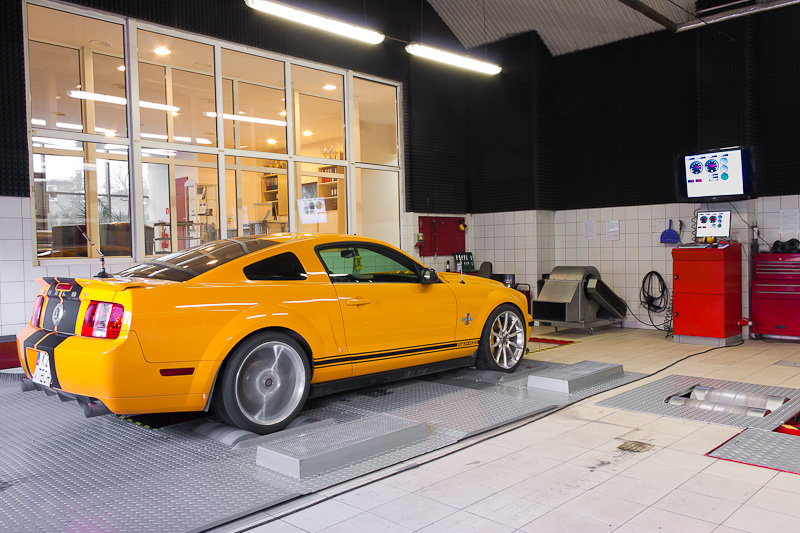
Válcový dynamometr 4x4

## Dělení válcových dynamometrů
Existuje mnoho druhů válcových dynamometrů podle cílové aplikace - například měření emisí, náběh/kumulace vzdálenosti vozidel (MACD), Akustické aplikace (NVH), Elektromagnetické testy (EMC), testování na konci linky (EOL), měření výkonu pro tuning. Další základní dělení je podle druhu vozidla - motocykly, osobní automobily, nákladní automobily, traktory nebo podle velikosti rolí nejčastěji 25", 48", 72" nebo případně jiné. Moderní dynamometry používané pro vývoj mají většinou jeden válec na kolo a kolo vozidla se umisťuje na vrcholek role. Starší konstrukční řešení jsou dva válce na kolo a kolem vozila se najíždí mezi tyto válce - toto řešení je levnější a jednodušší, nicméně vzhledem k požadavkům na přesnost a přísným limitům se již nepoužívá pro vývoj nových vozidel, ale jen jako testovací dynamometr na konci linky a nebo pro měření výkonu motoru bez nutnosti demontáže, či výkonový tuning v "garážových" firmách .

## Základní módy

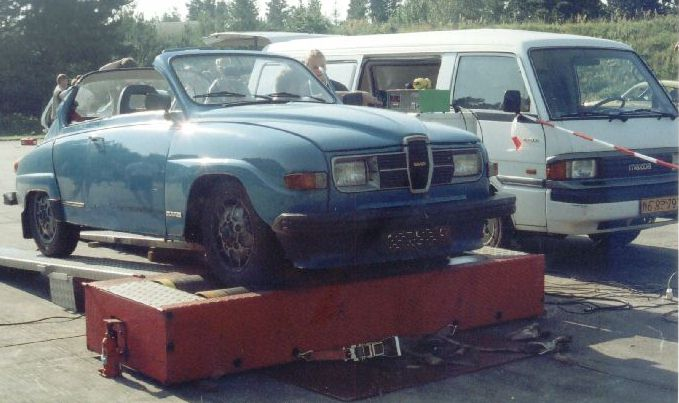
Saab 96 na mobilním dynamometru

- Tractive force control/Force constant - Konstantní síla - v tomto módu dynamometr drží nastavenou sílu nehledě na rychlost nebo jiné parametry. Zadaná síla může být mezi osy rozložena rovnoměrně nebo v různě mezi jednotlivé osy v případě více osých dynamometrů[5]
- Speed control/Velocity constant - Konstantní rychlost - dynamometr drží nastavenou rychlost nehledě na sílu či jiné parametry. Pokud se například vozidlo pokusí v tomto módu zrychlit, tak dynamometr působí silou opačnou, aby udržel nastavenou konstantní rychlost. Tento mód se využívá například při statickém měření výkonu.
- Road load simulation - Simulace silnice - dynamometr simuluje silnici podle nastavených parametrů (především dle zadané simulační síly F0, F1, F2 neboli A+B+C parametry, simulované hmotnosti a gradientu).

## Měřené veličiny na válcovém dynamometru
Přímo měřené veličiny jsou pouze síla na snímači síly (loadcell) a rychlost otáčení role měřená na otáčkoměru dynamometru. Všechny ostatní veličiny jsou z nich vypočítané pomocí konstantního poloměru role a uchycení snímače síly.

### Měření výkonu na válcovém dynamometru
Vzhledem k třecím a mechanickým ztrátám na různých částech pohonného ústrojí je výkon měřený na kolech zhruba o 15 až 20 procent nižší, než je výkon měřený přímo na výstupu klikové hřídele motoru (měřený zařízením zvaným motorová zkušebna).

## Princip simulace silnice na dynamometru
Na válcovém dynamometru na vozidlo nepůsobí stejné síly jako na silnici, například odpor vzduchu daný aerodynamickým tvarem vozidla nehraje žádnou roli, namísto toho je součet všech sil působící na vozidlo na reálné silnici na válcovém dynamometru simulovány přes pneumatiky. Odpor vzduchu se tedy se zvyšující se rychlostí na dynamometru projevuje jako zvyšující se síla brzdící kola vozidla. Cílem je, aby vozidlo na dynamometru zrychlovalo a zpomalovalo stejně jako na reálné silnici.
Nejprve je potřeba znát parametry "chování" vozidla na reálné silnici. Ty se získají tak, že před ideálním rovném úseku silnice se vozidlo za bezvětří rozjede na danou rychlost, vyřadí se na neutrál a na tomto rovném úseku se postupně měří v krátkých rychlostních intervalech za jak dlouho zpomalí v daném intervalu. Například 100-90 km/h, 90-80 km/h, 80-70 km/h 70-60 km/h apod. Zpomalování z vyšších rychlostí trvá hlavně vlivem odporu vzduchu kratší dobu. Tyto parametry se pak společně se setrvačnou hmotností zadají do dynamometru a pro reálné chování se pak po uchycení vozidla provede tzv. adaptační běh, během kterého dynamometr automaticky zkouší s vozidlem zpomalovat a mění parametry do doby než zpomaluje v rychlostních intervalech jako na silnici. Takto získané parametry pak platí pro daný typ vozidla. Změnou nastavení simulované setrvačné hmotnosti lze například simulovat schopnost vozidla zrychlit pokud plně naloženo, nastavením tzv. gradientu pak simulovat jízdu do kopce či z kopce. aj.
Existují dynamometry pro klimatické komory, kde lze plynule měnit teplotu v daném rozmezí např. -40 až 50 °C nebo pro tlakové testovací komory a porovnávat pak spotřebu za různý teplot a tlaků a simulovat třeba jízdu ve vysokých nadmořských výškách.

## Výrobci válcových dynamometrů
- AVL List - rakouská firma s výrobou v Hranicích na Moravě
- Horiba - japonská firma s výrobou nedaleko Olomouce
- MAHA-AIP - německá firma
- Mustang Advanced Engineering - americká firma